# Ahmad Musa
Ahmad Musa (Catar; 7 de enero de 1982) es un exfutbolista de Catar que jugaba en la posición de centrocampista.

## Carrera

### Club
| Periodo   | Club          |
| --------- | ------------- |
| 2001-2007 | Al-Wakrah SC  |
| 2007-2008 | Al-Rayyan SC  |
| 2008-2009 | Al-Sailiya SC |

### Selección nacional
Jugó para Catar en 12 ocasiones de 2001 a 2004 y anotó dos goles. Participó en la Copa Asiática 2004 y los Juegos Asiáticos de 2002.

## Logros
- Copa del Jeque Jassem (1): 2004